# Rosa Tosches
Rosa Tosches Marzulli (Regalbuto, 1º ottobre 1907 – Roma, 7 agosto 1990) è stata una pittrice italiana.

## Biografia
Rosa Tosches nacque a Regalbuto, in Sicilia, dove il padre, originario di Barletta (BA), era stato trasferito per ragioni di lavoro. Con la famiglia tornò nell'adolescenza in Puglia (Bari) dove terminò gli studi e si dedicò alla pittura collaborando inizialmente con il pittore Francesco Paolo Prisciandaro (operante a Napoli). Ebbe rapporti artistici anche con i pittori Giuseppe Ar, Franco Colella e Roberto De Robertis.
Partecipò a numerose Esposizioni ed iniziative artistiche. Nel 1927, a meno di 20 anni, si distinse alla 1ª Mostra del Circolo Artistico di Bari facendosi notare tra i migliori allievi del Corso di Belle Arti.
Dal 1934 partecipò alle Mostre sindacali fasciste delle Belle Arti in Puglia. 
Nel 1937 sposò il poeta e pittore Michele Marzulli.
Nel 1948 riscosse consenso unanime di critica e di pubblico alla 1ª Mostra Sindacale Provinciale dei Pittori e degli Scultori di Terra di Bari, ricevendo encomio “per la tecnica e la felice inquadratura e per la ricchezza di colori e la ripartizione di luci ed effetti”.
Nel 1960, a Bari, dette vita con Michele Marzulli, ad un Convivio artistico le cui riunioni furono frequentate dalla maggior parte degli artisti pugliesi. 
Fu anche illustratrice e fu titolare di cattedra di disegno nelle scuole statali dedicando all'insegnamento dei giovani artisti gran parte della sua vita. Avviò all'arte anche il figlio Guido Marzulli, divenuto in seguito valente pittore.
Si trasferì a Roma nel 1983 ed ivi morì il 7/8/1990.
Fu molto vicina alla tradizione figurativa della scuola napoletana dell'Ottocento e trattò con sobrietà di tocco il paesaggio e la natura morta, ma fu particolarmente attratta dalla figura, che rese con grande sincerità d'espressione.
Documentazione e fotografie di molte sue opere sono nell'Archivio Bioiconografico della Soprintendenza alla Galleria nazionale d'arte moderna e contemporanea di Roma.
La Pinacoteca metropolitana di Bari ha nella sua collezione il dipinto “ragazzi che giocano a birilli”, eseguito tra il 1930 ed il 1931. , .